# 浙菜

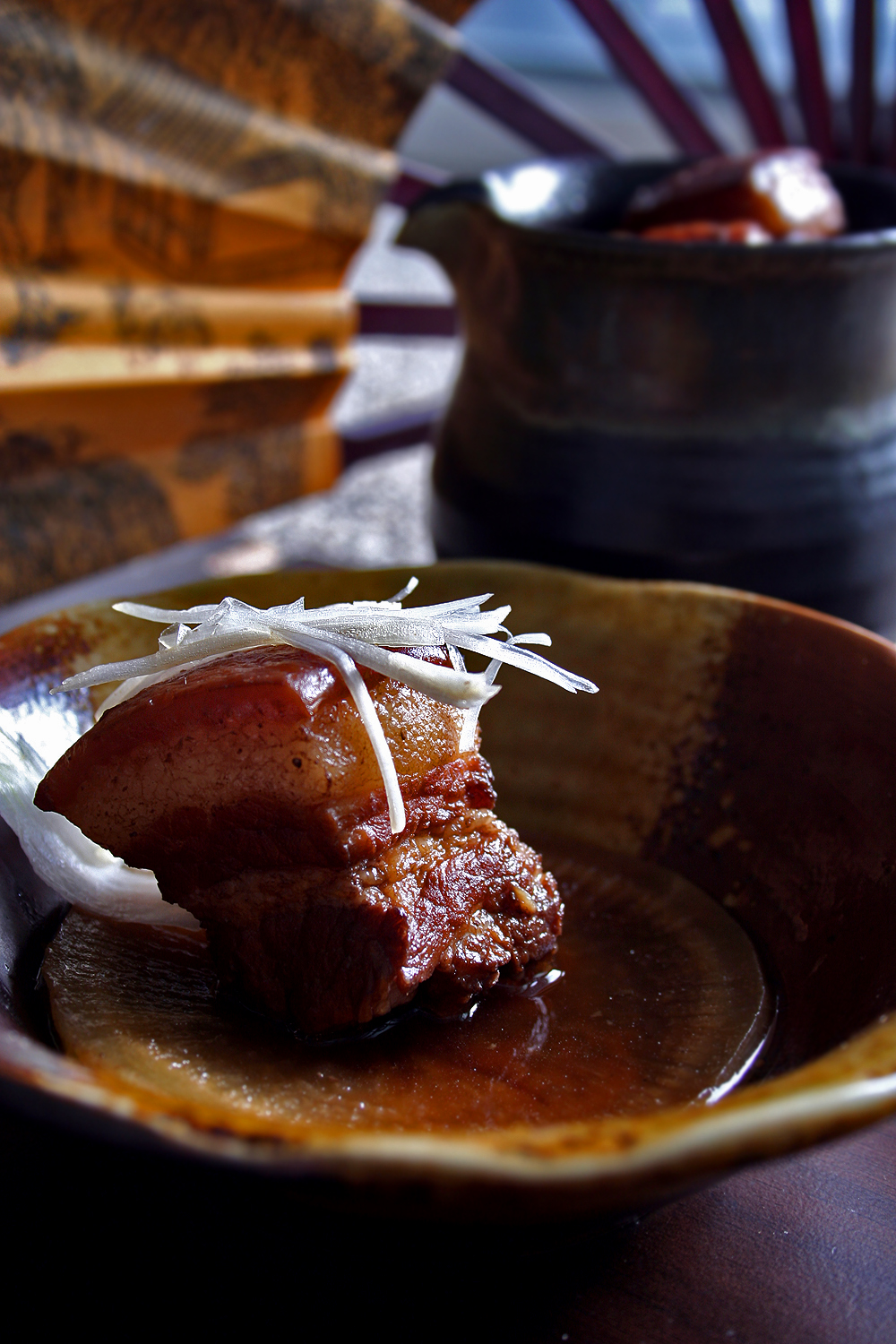
東坡肉

浙菜起源于中國浙江，是中国八大菜系之一，由杭帮菜、寧波菜、紹興菜、瓯菜（即溫州菜）组成。部分人认为，苏南菜也是浙菜的组成部分之一。
浙菜的四方风味既各有特长，又具有共同的四个特点：选料讲究，烹饪独到，注重本味，制作精细。菜式小巧精致，菜品鲜美、脆软清爽。主要代表性酱料有黄酒、葱油等，总体口味偏清淡，北部偏甜，东部偏咸，西部偏辣。烹调技法擅长于炒、炸、烩、溜、蒸、烧。
2020年代随着新荣记的成功经营，台州菜逐渐流行，并进入高端中餐市场。

## 杭州菜
以爆、炒、烩、炸等烹调技法见长，菜肴清鲜爽脆、淡雅精致。代表菜肴有龍井蝦仁、西湖醋鱼、宋嫂鱼羮、东坡肉、生爆鳝片、西湖莼菜汤、薄片火腿、八宝豆腐、叫化童鸡、荷叶粉蒸肉等。

## 宁波菜
擅长烹制海鲜，口味鲜咸合一，烹调技法以蒸、烤、炖见长，讲究鲜嫩软滑，注重保持原味，色泽较浓。代表菜肴有雪菜大汤黄鱼、苔菜拖黄鱼、目鱼大烤、冰糖甲鱼、锅烧鳗、溜黄青蟹、三丝拌蛏、宁波烧鹅等。

## 绍兴菜
富有江南水乡风味，作料以鱼虾河鲜和鸡鸭家禽、豆类、笋类为主，讲究香酥绵糯、原汤原汁，轻油忌辣，汁浓味重。其烹调常用鲜料配腌腊食品同蒸或炖，且多用绍兴酒烹制，故香味浓烈。代表菜肴有糟溜虾仁、乾菜焖肉、绍虾球、头肚醋鱼、鉴湖鱼味、清蒸桂鱼等。

## 温州菜
又称“瓯菜”，以擅烹海鲜闻名，菜品口味清鲜，淡而不薄，烹调讲究轻油、轻芡、重刀工。代表菜肴有爆墨鱼花、锦绣鱼丝、马铃黄鱼、双味梭子蟹、纲油黄鱼、炸溜黄鱼，蒜子鱼皮等。